# Руен (област Пловдив)
 За другото българско село вижте Руен (Област Бургас).  
Руен (Богородично) е село в Южна България, в Община Куклен, Област Пловдив. До 1963 година името на селото е Богородично, а до 1934 година Паная.

## География
Руен се намира в планински район. До него води асфалтов път от Куклен, който продължава до село Яврово като „Черен път“. Има всекидневна автобусна линия от Пловдив (От Автогара „Родопи“).
В района с надморска височина от 700 до 1700 метра е разположен Лесопарк „Родопи“ на площ от 23 000 дка с 4 курортно–туристически ядра: хижа \"Здравец\", летовищата Копривките, Студенец, Бяла Черква.
На 6 километра от Руен и на 450 метра надморска височина, сред красива природа, се намира Кукленски манастир „Свети Свети Козма и Дамян“, който е построен през XI век едновременно с Бачковски манастир „Успение Богородично“.

## История
На 6 км от Руен на 450 м надморска височина, се намира манастира „Св. св. Козма и Дамян“, построен през XI в. едновременно с Бачковския манастир. През вековете манастирът е бил средище на националната книжнина и култура. В старата църква към него са запазени ценни стенописи. Обявен е за паметник на културата с национално значение.

Православно християнство.

## Културни и природни забележителности
В близост до селото се намират параклисите:
„Свети Илия“
„Света Марина“
„Свети Иван“
„Света Богородица“
„Свети Димитър“
В близост до селото се намира и пещерата известна като „Процепът“.
Видове, записани в червената книга на България, намиращи се около селото: Самодивско цвете, Венерина пантофка и др.
На 2 км от селото на 450 – 500 м надморска височина се намира Руенското езеро. Разположено е в подножието на хълм с борова гора. Изграден е ресторантски комплекс. Има възможности за спортен и любителски риболов.

## Редовни събития
Ежегоден събор „Свети Илия“ – 20 юли.
Ежегодни чествания с приготвяне на курбани за 2 май – летен Атанасов ден и 6 май Гергьовден. Честванията се провеждат на едноименните параклиси в селото.